# Maart 2015
Dit artikel geeft een chronologisch overzicht van de belangrijkste gebeurtenissen per dag van de maand maart in het jaar 2015.

## Gebeurtenissen

### 1 maart
- In de Russische hoofdstad Moskou nemen tienduizenden mensen deel aan een mars ter nagedachtenis van de enkele dagen eerder vermoorde politicus en oppositieleider Boris Nemtsov.
- De terreurgroep IS laat negentien van de ruim 200 ontvoerde Assyrische christenen vrij.
- Een rechter in het Egyptische Caïro veroordeelt Mohammed Badie, de algemeen leider van de Moslimbroederschap, samen met andere leidinggevenden van de politiek-religieuze beweging tot een levenslange gevangenisstraf.
- De parlementsverkiezingen in Estland worden gewonnen door de zittende centrumrechtse Estse Hervormingspartij, maar het verliest wel de meerderheid die het had met de Sociaaldemocratische Partij. Twee nieuwe partijen halen ook de kiesdrempel: de Eesti Vabaerakond (Estse Vrije Partij) en de Eesti Konservatiivne Rahvaerakond (Conservatieve Volkspartij van Estland).
- Het Nationaal Museum van Irak in de Iraakse hoofdstad Bagdad heropent na twaalf jaar.
- Tabaré Vázquez volgt zijn partijgenoot José Mujica op als president van Uruguay.
- België wint voor het vierde jaar op rij het wereldkampioenschap driebanden voor landenteams. Eddy Merckx en Frédéric Caudron verslaan Zuid-Korea in de finale met 2-1.
- De Britse wielrenner Mark Cavendish wint voor de tweede maal in zijn carrière de wielerwedstrijd Kuurne-Brussel-Kuurne.

### 2 maart
- Voor het eerst worden gedetailleerde microscopische beelden gemaakt van superkleine bacteriën, die gemiddeld een volume hebben van 0,009 kubieke micrometer. Deze bacteriën hebben de kleinst mogelijke afmeting die een cel kan hebben.
- In de Filipijnse Sibuyanzee ontdekt een expeditie onder coördinatie van Amerikaans ondernemer Paul Allen het in de Tweede Wereldoorlog tot zinken gebrachte Japans oorlogsschip Musashi.
- Héctor Cúper wordt aangesteld als bondscoach van het Egyptisch voetbalelftal.[1]

### 3 maart
- Astronomen nemen een van de verste sterrenstelsels ooit waar. Het waargenomen sterrenstelsel bevindt zich op een afstand van ruim 13 miljard lichtjaar van de Aarde en draagt de naam A1689-zD1.
- Uit onderzoek van het United States Department of Justice komt naar voren dat de politie van Ferguson er racistische praktijken op nahoudt. Aanleiding voor het onderzoek was de dood van Michael Brown.

### 4 maart
- In Ethiopië ontdekken wetenschappers het oudste menselijk fossiel uit de geschiedenis. Het gaat om de onderkaak van een Homo habilis van circa 2,8 miljoen jaar oud.
- De Australische autoriteiten doden in twee jaar tijd ongeveer 700 koala’s wegens overpopulatie.

### 5 maart
- De Oekraiense president Petro Porosjenko kondigt een dag van nationale rouw af vanwege de dood van 32 mijnwerkers, die om het leven kwamen na een explosie in de Zasjadko-kolenmijn in Oost-Oekraïne.
- Uit onderzoek door de NASA blijkt dat 4,3 miljard jaar geleden op de planeet Mars een oceaan was die meer water bevatte dan de Noordelijke IJszee op Aarde.
- Het Surinaamse parlement schaft de doodstraf af.
- Bij een aanval van de terreurgroep Boko Haram op het dorp Njaba in het noordoosten van Nigeria komen zeker 68 inwoners om het leven.
- Strijders van de terreurgroep IS plunderen de restanten van de oude Assyrische stad Kalhu in Irak en vernietigen duizenden jaren oude standbeelden, muren en een Assyrisch kasteel. De Verenigde Naties veroordelen de vernietiging en bestempelen deze als oorlogsmisdaad.

### 6 maart
- In de Malinese hoofdstad Bamako wordt een aanslag gepleegd op een restaurant. Daarbij komen vijf mensen om: drie Malinezen, een Belg en een Fransman. De aanval wordt opgeëist door de islamistische groepering Al Mourabitoune, die banden zou hebben met Al Qaida.
- De Iraakse strijdkrachten heroveren de Iraakse stad Al Baghdadi op IS.

### 7 maart
- In Marokko komen de twee elkaar bestrijdende Libische regeringen na bemiddeling van de Verenigde Naties voor het eerst samen om te onderhandelen.
- Bij vijf zelfmoordaanslagen op onder meer twee markten in het noordoosten van Nigeria komen zeker 54 mensen om het leven.

### 8 maart
- Strijders van de terreurgroep IS plunderen en vernielen de oude Assyrische hoofdstad Dur-Sharrukin in Irak. Eerder vernielden ze de oude Assyrische stad Kalhu en de oude Parthische stad Hatra. Naar aanleiding van deze drie vernielingen vraagt de Iraakse minister van Toerisme en Oudheden de VS-geleide coalitie om hulp bij het beschermen van erfgoed.
- De Nederlandse Sifan Hassan wint goud op de 1500 m bij de vrouwen op de Europese kampioenschappen indooratletiek in Praag. Dafne Schippers wint een tweede gouden medaille voor Nederland op de 60 m bij de vrouwen. Er is eveneens goud voor de Belgische 4x400 m mannenestafetteploeg, bestaande uit Julien Watrin en de broers Dylan, Jonathan en Kevin Borlée.
- Een coalitie van de strijdkrachten van Tsjaad en Niger herovert de Nigeriaanse stad Damasak op de terreurbeweging Boko Haram. Daarbij komen minstens 200 Boko Haram-strijders om het leven.

### 9 maart
- Bij een botsing tussen twee helikopters in het westen van Argentinië komen tien mensen om het leven, waaronder de drie Franse topsporters Camille Muffat, Florence Arthaud en Alexis Vastine.
- Bij een luchtaanval onder leiding van de Verenigde Staten op een olieraffinaderij in Syrië die onder controle is van de terreurgroep IS komen dertig mensen om het leven.
- De Nederlandse minister Ivo Opstelten en staatssecretaris Fred Teeven van Justitie treden beiden af, nadat is gebleken dat minister Opstelten de Tweede Kamer onjuist heeft geïnformeerd over een deal in 2001 tussen het Openbaar Ministerie en de crimineel Cees H. Staatssecretaris Teeven was destijds als officier van justitie betrokken bij die deal.

### 10 maart
- De terreurgroep IS ontvoert negen buitenlandse oliemedewerkers in het noorden van Libië.

### 11 maart
- Paleontologen ontdekken in Marokko het driedimensionale fossiel van een van de grootste geleedpotigen ooit. Het fossiel krijgt de naam Aegirocassis benmoulae en hoort bij de familie Anomalocaridids. Het gaat om een dier dat lijkt op een gigantische langoest. Het uitgestorven dier leefde tijdens de Cambriumperiode en had een lengte van 183 cm.
- In de Amerikaanse staat Florida stort een UH-60 Black Hawk-helikopter van het Amerikaanse leger neer. Daarbij komen elf militairen om het leven.
- Bij een botsing tussen een bus en twee vrachtwagens in de Tanzaniaanse stad Iringa komen 41 mensen om het leven.
- De Britse commerciële televisiezender ITV koopt Talpa Media van John de Mol voor 500 miljoen euro.

### 12 maart
- Een team astronomen van de NASA ontdekken met behulp van de ruimtetelescoop Hubble sterk bewijs voor het bestaan van een grote oceaan met zout water onder de met ijs bedekte oppervlakte van Jupitermaan Ganymedes.
- De IJslandse centrumrechtse regering trekt de aanvraag tot toetreding tot de Europese Unie in.
- Op een pluimveebedrijf in de Nederlandse gemeente Barneveld is vogelgriep van het laagpathogene H7N7-type uitgebroken.

### 13 maart
- Een grote brand legt ruim honderd hectare van het Drentse natuurgebied het Fochteloërveen in de as.
- De Egyptische regering ontvouwt een bouwplan voor een nieuwe Egyptische hoofdstad, onder de werknaam 'Capital Cairo'. De bouwkosten bedragen ruim 45 miljard euro.

### 14 maart
- De cycloon Pam, een tropische storm met windsnelheden tot 340 km per uur, raast over de Oceanische eilandengroep Vanuatu. Hij richt een ravage aan op de eilandengroep en kost aan minstens zestien mensen het leven. De autoriteiten roepen de noodtoestand uit.
- Minstens 49 mensen komen om wanneer een bus in een ravijn stort in een bergachtige streek nabij de stad Campo Alegre, in de zuidelijke Braziliaanse staat Santa Catarina.
- Bij een ongeluk met een veerboot in Myanmar verdrinken zeker vijftig opvarenden.

### 15 maart
- De Brit Lewis Hamilton wint de Grand Prix Formule 1 van Australië, de openingsrace van het nieuwe Formule 1-seizoen.
- Bij bomaanslagen op twee kerken in de Pakistaanse stad Lahore komen zeker veertien mensen om het leven.
- De Servische premier Aleksandar Vučić kondigt een dag van nationale rouw af in verband met het neerstorten van een reddingshelikopter met zeven mensen aan boord, waaronder een ernstig zieke baby.
- De Australische wielrenner Richie Porte is de eindwinnaar van de rittenwedstrijd Parijs-Nice. Porte won de meerdaagse wielerwedstrijd ook al in 2013.
- In meer dan zeventig Braziliaanse steden en gemeenten gaan ruim één miljoen mensen de straat op om te protesteren tegen president Dilma Rousseff en haar mogelijke rol in de Petrobras-affaire. Twee dagen eerder namen twaalfduizend mensen deel aan een mars pro Rousseff en Petrobras in de Braziliaanse stad São Paulo.

### 16 maart
- Bij gevechten tussen het Iraakse leger, sjiitische milities en IS nabij de Iraakse stad Tikrit is de graftombe van oud-dictator Saddam Hoessein grotendeels verwoest.

### 17 maart
- Wetenschappers ontdekken een krater met een breedte van 200 kilometer op de Maan. Ze noemen hem tijdelijk Amelia Earhart, naar de bekende Amerikaanse pilote.
- Bij bombardementen door het Syrische leger in het noordwesten van het land komen zeker negentien mensen om het leven.
- De 27-jarige Afghaanse vrouw Farkhunda wordt in de stad Kabul gelyncht omdat ze een aantal bladzijden uit de Koran in brand zou hebben gestoken.
- De vervroegde Israëlische parlementsverkiezingen worden gewonnen door de conservatieve Likoedpartij van aftredend eerste minister Benjamin Netanyahu. Likoed krijgt 30 van de 120 zetels in de Knesset.
- De Colombiaanse wielrenner Nairo Quintana is de eindwinnaar van de Tirreno-Adriatico. Hij is de eerste Colombiaan die de Italiaanse etappekoers wint.

### 18 maart
- Het Tunesische leger maakt samen met de lokale politie een einde aan een gijzeling door drie gewapende mannen in het Bardomuseum in de Tunesische hoofdstad Tunis. Bij de aanslag komen 24 mensen om het leven, onder wie eenentwintig buitenlandse toeristen. Terreurbeweging Islamitische Staat eist de aanslag op.
- Bij de openingsceremonie van het nieuwe hoofdkantoor van de Europese Centrale Bank in de Duitse stad Frankfurt breken hevige rellen uit tussen Antikapitalistische demonstranten van de Blockupy-beweging en de Duitse politie.
- De meidengroep K3 maakt in een persconferentie bekend dat ze in de huidige bezetting ophoudt te bestaan. Het trio kende zowel in Vlaanderen als Nederland een groot succes met Nederlandstalige pop voor een jeugdig publiek.
- In Nederland vinden de Provinciale Staten- en Waterschapsverkiezingen plaats.

### 20 maart
- Er vindt een zonsverduistering plaats op het noordelijk halfrond.
- Bij een treinongeluk in het noorden van India komen minstens 26 mensen om het leven.
- Het Tsjadische leger vindt in de Nigeriaanse stad Damasak onder aan een brug minstens honderd slachtoffers van terreurgroep Boko Haram.
- Bij zelfmoordaanslagen op twee sjiitische moskeeën in de Jemenitische hoofdstad Sanaa komen zeker 142 mensen om het leven. De aanslagen worden opgeëist door terreurbeweging Islamitische Staat.

### 21 maart
- De Jemenitische president Abd Rabbuh Mansur Al-Hadi roept de zuidelijke stad Aden uit tot tijdelijke hoofdstad van het land. Er is een machtsstrijd gaande met de Houthi-rebellen, die de hoofdstad Sanaa onder hun controle hebben.
- In de Egyptische hoofdstad Caïro raakt een bus van de weg en stort in een kanaal naast de rivier de Nijl. Hierbij komen zeker 35 mensen om het leven.

### 22 maart
- De Houthi-rebellen veroveren delen van de Jemenitische stad Ta'izz, waaronder de internationale luchthaven van de stad.
- De Duitse wielrenner John Degenkolb wint Milaan-Sanremo.

### 23 maart
- Een team archeologen van de universiteit van Buenos Aires ontdekt diep in het oerwoud van Argentinië de mogelijke ruïnes van een oude geheime nazibunker.

### 24 maart
- Nabij Prads-Haute-Bléone in de Franse Alpen stort een Airbus A320 van Germanwings neer. Alle 150 inzittenden van deze vlucht 9525 komen om het leven.
- De Fransman Michel Platini wordt opnieuw verkozen tot voorzitter van de UEFA. Hij gaat zijn derde ambtstermijn in.

### 25 maart
- De Houthi-rebellen veroveren de luchtmachtbasis al-Anad, bij de Jemenitische stad Aden.
- De Nederlandse Tweede Kamer stemt in met de bouw van drie grote windmolenparken op de Noordzee. De windmolenparken komen voor de kust van de provincies Noord-Holland, Zuid-Holland en Zeeland te liggen.

### 26 maart
- Een internationale coalitie onder leiding van Saoedi-Arabië begint een offensief tegen de Houthi-rebellen in Jemen. De Verenigde Staten leveren steun op het gebied van logistieke ondersteuning en inlichtingen. De Arabische Liga keurt de aanval goed.
- Richard III van Engeland wordt herbegraven in de kathedraal van Leicester meer dan 500 jaar na zijn dood bij de Slag bij Bosworth. Richard werd oorspronkelijk begraven in het klooster van Greyfriars in Leicester, maar tijdens de gewelddadige opheffing van de kloosters door Hendrik VIII zou het graf zijn opengebroken en zijn resten in de rivier de Soar zijn gegooid. In 2012 werd zijn skelet echter bij archeologische opgravingen teruggevonden.
- Amnesty International concludeert in haar rapport dat militante Palestijnse groepen zoals de militaire tak van Hamas oorlogsmisdaden pleegden tijdens het conflict in de Gazastrook van 2014.
- Strijdkrachten die loyaal zijn aan de Jemenitische president Abd Rabbuh Mansur Al-Hadi heroveren de internationale luchthaven Aden op de Houthi-rebellen.

### 27 maart
- Bij een autobomaanval in de Somalische hoofdstad Mogadishu komen minstens zeven mensen om het leven. Na de aanval vallen vier gewapende leden van de Somalische terreurbeweging al-Shabaab een hotel dat vaak bezocht wordt door hoge Somalische politici binnen en gijzelen een deel van de aanwezigen.
- Het Duitse parlement, de Bondsdag, stemt in met de tolheffingswet van verkeersminister Alexander Dobrindt.
- Bij overstromingen door hevige regenval in het noorden van Chili komen zeker 25 mensen om het leven. De Chileense president roept de noodtoestand in de getroffen regio Atacama uit. Ook Ecuador kampt met overstromingen. Daar vallen zeker 25 doden.
- De regering van Sierra Leone beveelt mensen in het land om drie dagen thuis te blijven als preventieve maatregel tegen ebola.

### 28 maart
- Het Somalische leger maakt een einde aan de gijzeling in een hotel in de Somalische hoofdstad Mogadishu. Bij die gijzeling kwamen 17 mensen om het leven.
- Bij twee aanslagen door leden van de terreurgroep Boko Haram op de verkiezingsdag in Nigeria komen zeker 25 mensen om het leven.
- Bombardementen door een internationale coalitie onder aanvoering van Saoedi-Arabië in Jemen kosten volgens mensenrechtenorganisatie Human Rights Watch in drie dagen tijd aan zeker dertig mensen het leven.

### 29 maart
- De leden van de Arabische Liga kondigen de vorming van een gezamenlijke troepenmacht aan.
- In de Tunesische hoofdstad Tunis nemen duizenden mensen deel aan een antiterreurmars naar aanleiding van de aanslag op het Bardomuseum.
- De Guineese president Alpha Condé roept voor een periode van 45 dagen de noodtoestand uit op het gebied van gezondheid in delen van het land vanwege de ebola-epidemie.
- Australië wordt voor de vijfde maal in de geschiedenis wereldkampioen cricket. Het verslaat Nieuw-Zeeland in de finale.
- De Duitser Sebastian Vettel, drievoudig ex-wereldkampioen, wint de Grand Prix Formule 1 van Maleisië. Het was van 24 november 2013 geleden dat Vettel nog eens een GP kon winnen.
- De Italiaanse wielrenner Luca Paolini wint Gent-Wevelgem.

### 30 maart
- De Griekse regering vaardigt een anti-armoedewet uit.
- Een rechtbank in Jeruzalem acht de Israëlisch oud-premier Ehud Olmert schuldig aan corruptie.
- Bij een bombardement van de internationale coalitie onder aanvoering van Saoedi-Arabië op een VN-vluchtelingenkamp in het Jemenitische Haradth komen zeker 45 mensen om het leven.

### 31 maart
- De Duitse meteorologische dienst DWD meet windsnelheden tot 165 kilometer per uur en roept de lentestorm die in het land woedt tot een orkaan uit. Hij krijgt van hen de naam Niklas.
- De Peruaanse regering valt na een motie van wantrouwen. Ze werd door het parlement tot aftreden gedwongen vanwege een spionageschandaal.
- Jihadisten van de terreurgroep Islamitische Staat executeren minstens 37 mensen in de Syrische provincie Hama.
- De Turkse politie maakt een einde aan een uren durende gijzeling in een rechtbank in de hoofdstad Istanboel. Hierbij komen de twee gijzelnemers om het leven. Ook de gegijzelde openbaar aanklager Mehmet Selim Kiraz overlijdt later aan zijn verwondingen.
- De Nigeriaanse oud-generaal Muhammadu Buhari wint de presidentsverkiezingen in zijn land.

## Overleden
<< · januari · februari · maart · april · mei · juni · juli · augustus · september · oktober · november · december · >>